# Industria Azucarera Nacional
La Industria Azucarera Nacional S.A. (Iansa) es una empresa chilena productora de azúcar que fue fundada en el año 1953.

## Historia
Los antecedentes de Iansa están en una política de sustitución de las importaciones, de crear una agroindustria nacional basada en la remolacha, activar zonas agrícolas deprimidas y el empleo de mano de obra agrícola. Además, las primeras experiencias efectuadas por la Corporación de Fomento de la Producción (Corfo) señalaban un uso integral de la remolacha: azúcar, mejoramiento de los suelos por la fertilización y forraje.
En 1953, la Corfo creó la Industria Azucarera Nacional Sociedad Anónima al poner en marcha en Los Ángeles la primera planta industrial. Su impacto económico y social en la zona fue tan profundo, que motivó la ampliación del proyecto. Nuevas plantas se instalarían posteriormente en Llanquihue (1958), Linares (1959), San Carlos (1967), Rapaco (La Unión, 1970) y Curicó (1974).
Bajo la dictadura militar, fue una de las empresas más cuestionadas, dado su carácter estatal y las fuertes pérdidas que había generado, y se consideró seriamente la posibilidad de cerrarla. En este contexto, entre 1980 y 1981, las plantas de Linares y Los Ángeles fueron vendidas a CRAV (el principal importador y refinador nacional de azúcar de caña) y Rapaco, comprada por Indus. Luego de la crisis económica internacional de 1981, donde el precio del azúcar cayó considerablemente y como consecuencia de ello quebró la CRAV, sus plantas pasaron a manos del Banco del Estado y permanecieron cerradas durante una temporada. Después de la privatización de la empresa sus índices, aranceles y estados económicos subieron notablemente.
En septiembre de 2015, la inglesa ED&F Man compró el 100 % de Iansa, pero al año siguiente se vio que esta estaba en crisis, pues generó «apenas 51 millones» de dólares estadounidenses, «frente a una utilidad de más de US$4.000 millones del año anterior». De ahí que en 2017 anunciara un plan quinquenal ED&F Man para reordenar y reestructurar sus negocios. Lo que no impidió que ese año Iansa pasara de utilidades a pérdidas.
Iansa informó en julio de 2018 de su decisión de cerrar la planta de Linares. El gobierno, pocos días después, pidió a Iansa el aplazamiento por dos años de esta decisión, según aseguró el ministro de Agricultura Antonio Walker. Finalmente, el directorio empresarial decidió cerrar la planta en agosto de 2018.
En septiembre de 2020, Empresas Iansa decide concentrar la producción de azúcar nacional en su planta productiva de San Carlos, lo que implica dejar de producir en la planta de Los Ángeles a partir de la temporada 2021. La planta de San Carlos se convertirá así en el centro neurálgico de producción y distribución de la zona sur. A 2020, la producción de azúcar es uno de sus negocios principales, representando alrededor de un 50 % de los ingresos.

## Holding Iansa
En 1953 se creó Empresas Iansa S.A., holding que hoy conforman:
- Área de retail:
  - Azúcar Iansa
  - Cero K
  - Iansa Agro
  - Tamaya (jugos naturales)
  - Felinnes (alimento para gatos)
  - Cannes (alimento para perros)
- Área industrial:
  - Empresas Iansa División Industrial
  - Patagoniafresh (pulpa de frutas y derivados de tomate)
  - Icatom (alimentos congelados)
- Área agrícola:
  - Empresas Iansa Insumos Agrícolas (fertilizantes, tecnología de riego y agroquímicos)
  - Empresas Iansa Producción Agrícola (producción de remolacha y 13 tipos de cultivo)
  - Empresas Iansa Nutrición Animal (relacionada con bovinos y equinos)